# Digitomyces verrucosus
Digitomyces verrucosus är en svampart som först beskrevs av Tzean & J.L. Chen, och fick sitt nu gällande namn av Mercado, M. Calduch & Gené 2003. Digitomyces verrucosus ingår i släktet Digitomyces, divisionen sporsäcksvampar och riket svampar.   Inga underarter finns listade i Catalogue of Life.